# Emoia trossula
Emoia trossula — вид сцинкоподібних ящірок родини сцинкових (Scincidae). Мешкає на островах Полінезії.

## Поширення і екологія
Emoia trossula мешкають на Фіджі, в Тонзі та на островах Кука. Вони живуть в сухих і вологих рівнинних тропічних лісах, на узліссях, на кокосових плантаціях та в садах. Зустрічаюиться на висоті до 650 м над рівнем моря.

## Збереження
МСОП класифікує цей вид як такий, що перебуває під загрозою зникнення. Emoia trossula загрожує знищення природного середовища, а також хижацтво з боку інтродукованих мангустів, що призвело до вимирання цього виду на Віті-Леву і Вануа-Леву.